# Eresia nauplius
Eresia nauplius, a crescente peruana ou crescente de Nauplius, é uma borboleta da família Nymphalidae. Foi descrita por William Chapman Hewitson em 1852. É encontrada na maior parte da região amazônica. O habitat consiste de bordas de floresta com vegetação baixa, incluindo margens de rios, clareiras de florestas, caminho em florestas e margens de estradas.
A envergadura é de cerca de 45 mm. Os adultos se alimentam de néctar de flores e os machos foram observados absorvendo umidade de bancos de areia, leitos de rios, lagos secos ou chafurdas de porcos selvagens.

## Subespécies
- Eresia nauplius nauplius (Guianas, Brasil:: Amazonas)
- Eresia nauplius extensa (Hall, 1929) (Brasil: Mato Grosso, baixo rio Madeira)
- Eresia nauplius plagiata (Röber, 1913) (Brasil, Colombia, Peru, Ecuador)

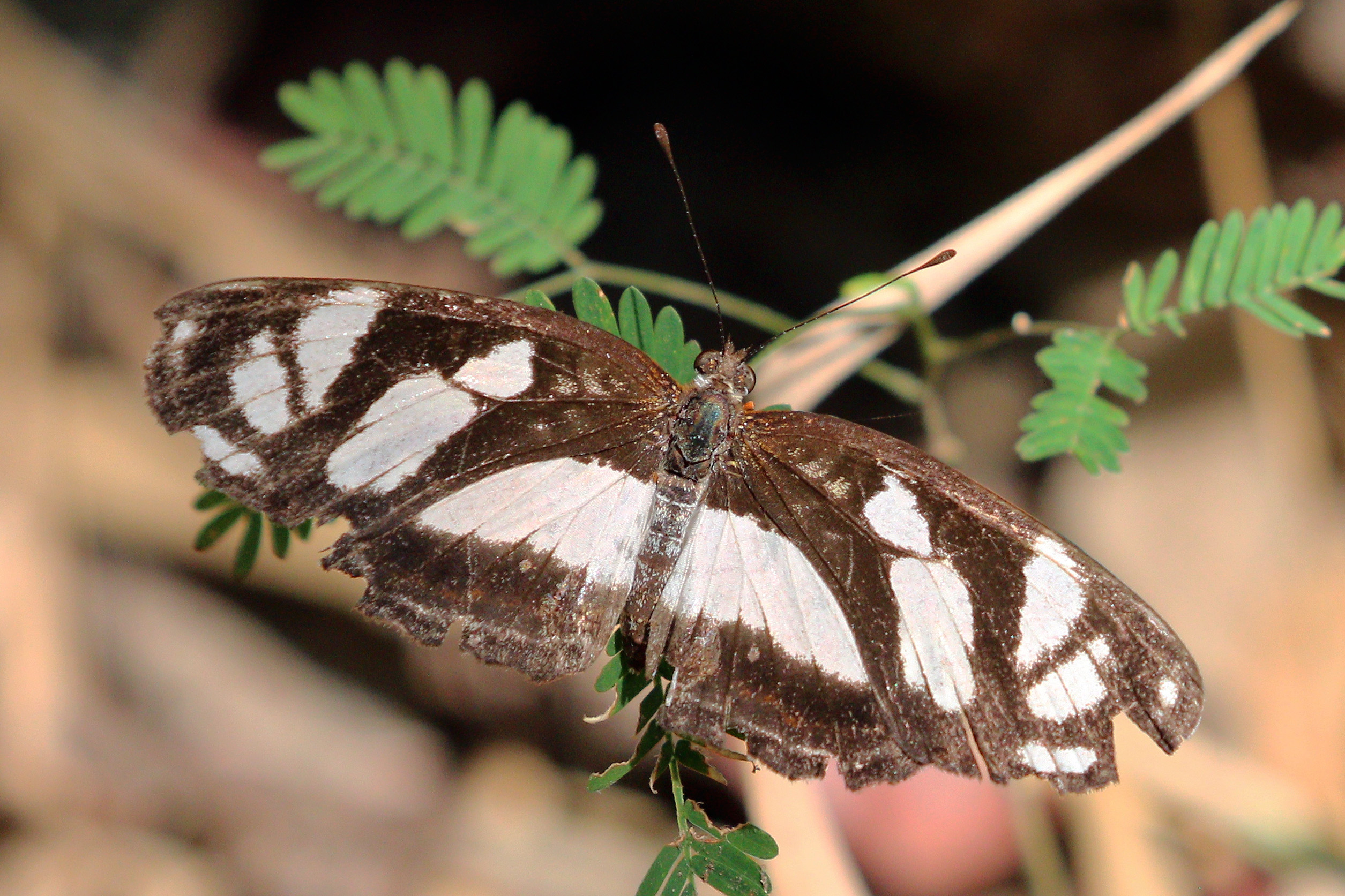
E. n. extensa Amazônia meridional, Brasil
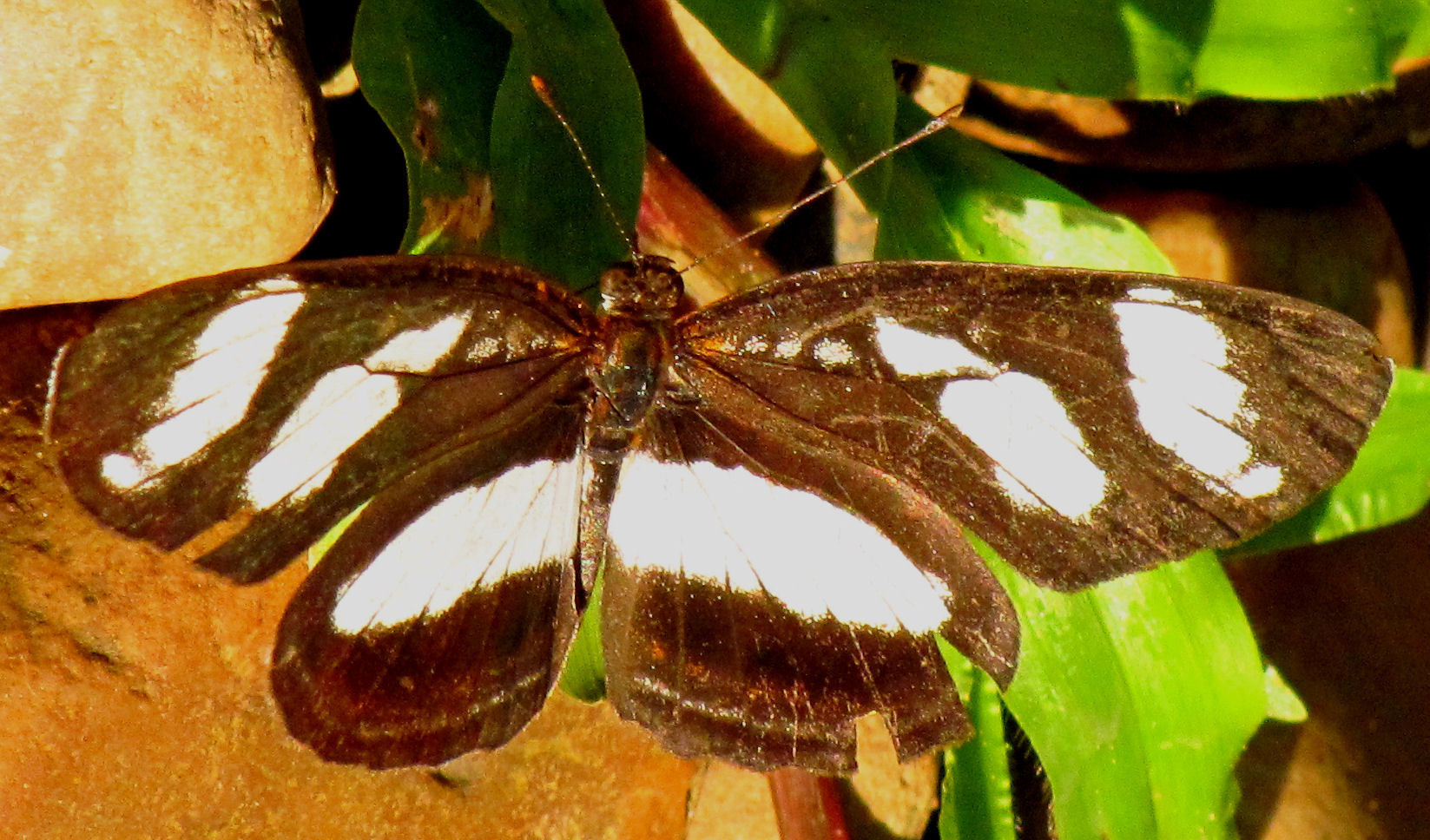
E. n. plagiata Crescente peruana